# زقاق المدق
زقاق المدق رواية من تأليف الروائي المصري نجيب محفوظ نشرت 1947. الرواية اسمها من إسم أحد الأزقّة المتفرّعة من حارة الصنادقية بمنطقة الحسين بحي الأزهر الشريف بالقاهرة.حولت هذه الرواية إلى فيلم سينمائي حمل نفس اسم الرواية، قامت ببطولته الفنانة المصرية (شادية).وفي سنة1995م تم تحويل الرواية إلى فيلم مكسيكى، بعنوان " El callejón de los Milagros"  أو "Midaq Alley"، ، وقامت بدور البطولة فيه الممثلة العالمية سلمى حايك، التي جسدت شخصية "ألما" في أول دور سينمائى لها.

## نبذة عن الرواية
تدور أحداث الرواية في زقاق الصغير ضيق في أربعينات القرن العشرين، يقع في حي الحسين الشعبي بالقاهرة،، حيث يعكس نجيب محفوظ واقع المجتمع المصري في ظل تداعيات الحرب العالمية الثانية. تتناول الرواية حياة مجموعة من سكان الزقاق، مع التركيز على شخصية حميدة، فتاة شابة تسعى للهرب من واقع الفقر والطموح إلى حياة أكثر رفاهية. يقودها هذا الطموح إلى التورط في علاقات مشبوهة بعد أن تقع في شباك فرج، الذي يستغلها ويُدخلها عالم الدعارة. تقدم الرواية تصويرًا واقعيًا لحياة الطبقة الفقيرة، وتتناول موضوعات مثل تأثير البيئة على مصير الإنسان، والصراع بين الطموح والواقع، بتعبير أدبي يحمل أبعادًا فلسفية واجتماعية. .

## شخصيات الرواية
- حميدة الشخصية الرئيسية في الرواية؛ فتاة جميلة وطموحة، تحلم بمغادرة الزقاق والعيش في رفاهية. تقودها رغبتها في الخروج من الفقر إلى السقوط في فخ فرج، الذي يستغلها ويغير مجرى حياتها بالكامل.
- العم حسنين زوج أم حميدة، رجل تقليدي محافظ، يعمل كمستخدم حكومي. يمثل صوت القيم المجتمعية السائدة ويحاول حماية حميدة من الانحراف.
- أم حميدة أرملة تعمل جاهدة على تربية ابنتها وسط الفقر والتقاليد، وتُظهر اهتمامًا بصيانة السمعة أكثر من الأحلام الكبيرة.
- عبده شاب طيب القلب يعمل في المقهى، متعلق بحميدة عاطفيًا ويطمح إلى الزواج منها، لكنه يمثل النموذج البسيط الذي تراه حميدة غير كافٍ لطموحها.
- فرج رجل ذو وجهين، يظهر لحميدة كفرصة للهروب إلى حياة أفضل، لكنه في الحقيقة قواد يتاجر بجمالها.
- الشيخ درويش رجل مسن، غريب الأطوار، يتحدث بأقوال مأثورة ويُعتبر رمزًا للحكمة الشعبية والتأمل في الحياة.
- شخصيات أخرى في الزقاق من بينهم الحلاق، البقال، النجار، وغيرهم ممن يُجسدون تنوع المجتمع ومحدودية أحلامهم ضمن إطار حياتهم اليومية.[6]

## أسلوب الرواية
رواية زقاق المدق تُجسد الأسلوب الواقعي بامتياز، حيث يصور نجيب محفوظ الحياة في حي شعبي بالقاهرة خلال أربعينيات القرن الماضي، مستخدمًا لغة بسيطة وحوارًا ينبض بالحياة. يبدأ بوصف الزقاق ككائن حي، مليء بالحركة والضجيج والأحلام المكبوتة، ويعرض من خلاله شخصيات متنوعة كحميدة الطامحة للتحرر من واقعها، وعباس الحلاق الحالم بحياة أفضل، وفرج القواد الذي يمثل الاستغلال والانحراف. رغم أن الرواية تعتمد على سرد تقليدي بضمير الغائب، إلا أنها تُحمل بطياتها رمزية دقيقة تجسد صراع الطبقات والطموحات الشخصية وتداعيات الاحتلال الإنجليزي والحرب العالمية الثانية على المجتمع المصري. بأسلوبه المتماسك، يحول محفوظ الزقاق إلى مرآة تعكس تحولات النفس والواقع، في رواية لا تزال تحتفظ ببريقها وأثرها حتى اليوم.

## اقتباسات من الرواية
"من الضروري أن يوجد في حياة الإنسان شيء تنعقد حوله آماله، شيء يقرر لحياته قيمة ولو وهمية أو سخيفة."
"السعادة الحقة ترتد عنا على قدر ما نرتد عن إيماننا."
"اليأس على أية حال أروح من الشك والحيرة والعذاب."
"الإنسان خليق بأن يألف أي شيء مهما شذ وغرب."

"أما المصائب، فلنصمد لها بالحب، وسنقهرها به."

## وضع
المنطقة تتميز بأنها جزء من القاهرة الفاطمية والتي أسسها الحاكم الفاطمي المعز لدين الله الفاطمي منذ ما يزيد عن ألف عام ولتكون عاصمة الدولة الفاطمية بمصر وزقاق المدق هو زقاق صغير شعبي يتفرع من شارع الصناديقية الموازي لشارع الأزهر.

## في السينما
تدور أحداث القصة في فترة الأربعينات والحرب العالمية الثانية وتأثيرها على المصريين. تعتبر بطلَة قصة زقاقُ المدق هي حميدة فقد أفرد نجيب المساحة الكبرى فيها لحميدة التي انتهت حكايتها بين أحضان الضباط الإنجليز، وقد أنهت بمسلكها هذا حكاية خطيبها الذي مات مقتولا بيد الضباط الإنجليز.
وقد غير مخرج فيلم زقاق المدق حسن الإمام نهايته من مقتل عباس لحلو إلى مقتل حميدة وهو مما أثّر على جوهر فكرة الرواية التي تدور حول نهاية حتمية وفق مسار البناء الدرامي الذي برع فيه نجيب محفوظ وهي نهاية درامية لبطل ساذج دفعه حبه الأعمى لفتاة أُمّية إلى التهور والموت .
وقد تم تحويل الرواية إلى فيلم آخر في المكسيك عام 1995 باسم El callejón de los milagros أو Midaq Alley وكان أول دور لسلمى حايك في السينما ونال العديد من الجوائز بالرغم من تعديل الرواية لتلائم النمط السينمائي المكسيكي إلا أنك تشابه النمط المصري إلى حد كبير.
و في إيران، تم تحويل فيلم آخر لهذه الرواية تحت مسمى (كافه ستاره)، مقهى النجمة، تدور أحداثه في طهران.